# Herman Peters (antropoloog)
Hermanus ('Herman') Lambertus Peters (Venlo, 29 april 1923 - Megen, 20 maart 1994) was een rooms-katholiek missionaris en sociaal antropoloog die veldwerk verrichtte in Nieuw-Guinea. 
Herman Peters volgde een theologische en filosofische opleiding in de orde der minderbroeders-franciscanen. Daarna, van 1943 tot 1950, studeerde hij culturele antropologie aan de Rijksuniversiteit Utrecht en aan de Katholieke Universiteit in Nijmegen. Na zijn doctoraal examen in 1955 bij 
prof. H.Th. Fischer in Utrecht vertrok hij in 1956 als missionaris en wetenschappelijk onderzoeker naar Nederlands-Nieuw-Guinea (nu de Indonesische provincie Papoea). Hij werkte in het centrale bergland onder de Amungmè van 1957 tot 1959 en van 1959 tot 1964 onder de Dani. Tijdens zijn verlof in Nederland schreef hij een proefschrift over zijn veldwerk onder de laatstgenoemde groep: Enkele hoofdstukken uit het sociaal-religieuze leven van een Dani-groep. Hij promoveerde in 1965 in Utrecht bij prof. J. van Baal, oud-gouverneur van Nederlands-Nieuw-Guinea. Peters' proefschrift was de eerste Nederlandse overzichtsstudie van een stam uit het destijds nog weinig bekende oostelijke bergland van West Nieuw-Guinea. 
Herman Peters is tot 1976 in Nieuw-Guinea werkzaam geweest, onder andere, zo niet voornamelijk, bij opleidingen. Ook was hij in die jaren een van de kandidaten voor de bisschopsbenoeming in Jayapura. Peters keerde uiteindelijk terug naar Nederland waar hij op 70-jarige leeftijd overleed als lid van de communiteit van de franciscanen in het minderbroedersklooster te Megen.